# Floresblomsterpickare
Floresblomsterpickare (Dicaeum rhodopygiale) är en fågelart i familjen blomsterpickare inom ordningen tättingar.

## Utbredning och systematik
Fågeln förekommer endast på ön Flores i västra Små Sundaöarna. Den kategoriserades tidigare som underart till Dicaeum sanguinolentum, men urskiljs sedan 2022 som egen art av Birdlife International och IUCN, sedan 2024 även av IOC.

## Status
Den kategoriseras av IUCN som livskraftig.